# Lambert Hastenrath
Lambert Hastenrath (* 21. Februar 1815 in Ratheim bei Hückelhoven; † 2. Mai 1882 in Burtscheid bei Aachen) war ein deutscher Porträtmaler der Düsseldorfer Schule.

## Leben

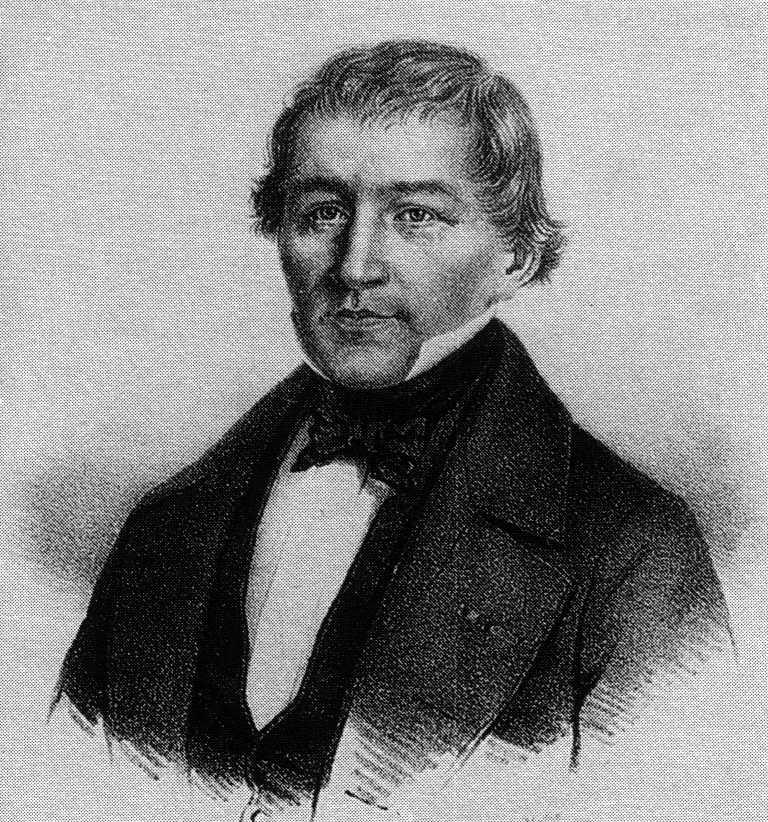
David Hansemann, Lithografie nach einer Zeichnung von Lambert Hastenrath, um 1847

Hastenrath studierte 1830/1831 an der Kunstakademie Düsseldorf. Dort war er Schüler des Porträtmalers Heinrich Christoph Kolbe. Danach arbeitete er als Zeichenlehrer in Valkenburg aan de Geul, wo Charles Quaedvlieg zu seinen Schülern zählte. Später ließ er sich als Porträtmaler in Aachen, schließlich in Burtscheid nieder, wo er 67-jährig starb. Hastenrath malte hauptsächlich Porträts, die er in Öl, Aquarell und Kreide ausführte.
Hastenrath gehörte zu den Aktionären der Phoenix AG.